# John Cheever

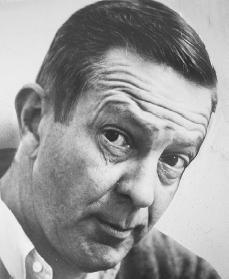

John Cheever (ur. 27 maja 1912, zm. 18 czerwca 1982, Ossining, stan Nowy Jork) – amerykański pisarz.
Najbardziej znana jego powieść to Falconer (1977, polski tytuł taki sam, Akademos, 1991), o nauczycielu uniwersyteckim przebywającym w więzieniu za zamordowanie brata. Akcja książek Cheevera jest umiejscowiona zwykle w Nowym Jorku, jego okolicach i w Massachusetts. Znany jest bardziej z opowiadań (np. The Swimmer) niż powieści. Otrzymał National Book Award (1958) za powieść The Wapshot Chronicle (Kronika Wapshotów).
W Polsce wydano w latach 1969-91 cztery jego powieści i cztery zbiory opowiadań.
W swojej twórczości łączył realizm z poczuciem humoru. Był prześmiewcą amerykańskich przedmieść. Ukazywał kryzys amerykańskiej rodziny.